# Fudai-dàimio

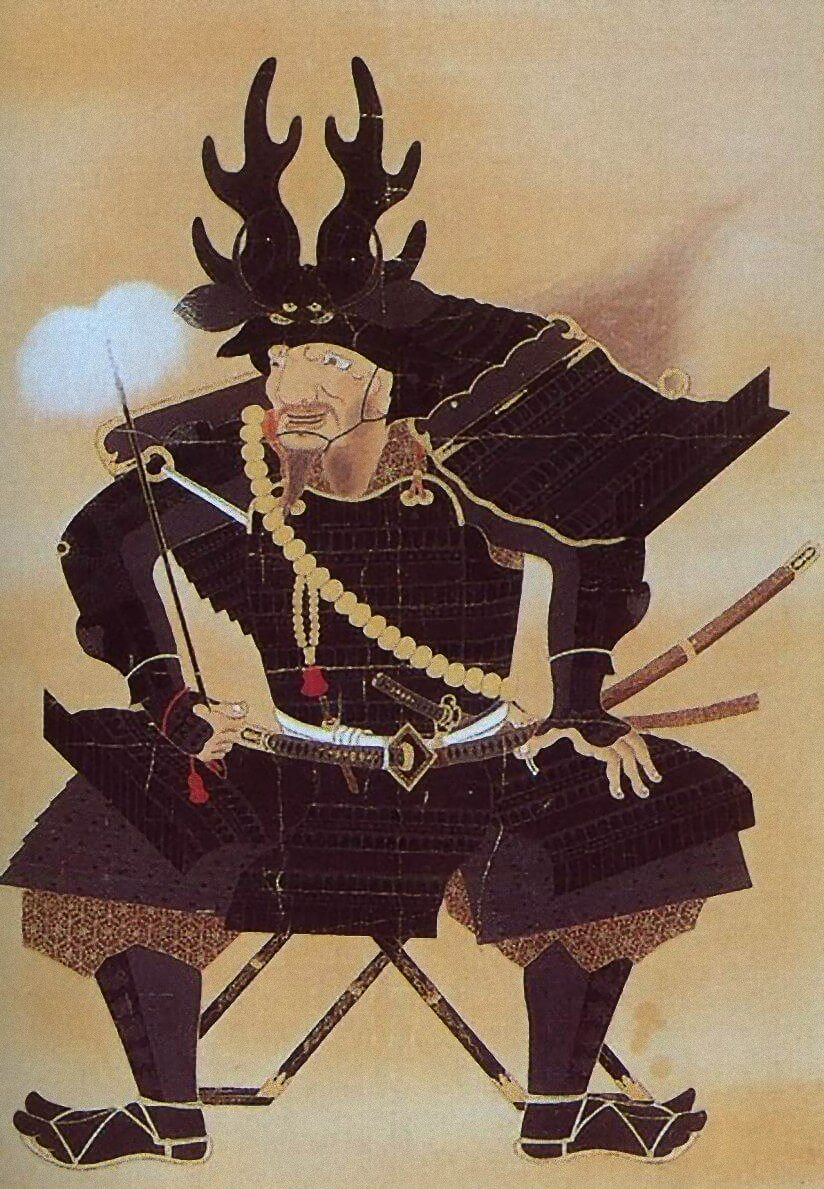
Honda Tadakatsu,un famós fudai-daimyō del període Edo.

Els fudai-dàimio (谱代大名,Fudai-daimyo) van ser una classe de daimyos, vassalls del shogunat Tokugawa durant el període Edo al Japó. Eren els fudai els que generalment ocupaven els alts llocs de l'administració Tokugawa.

## Origen
Moltes de les famílies que formaven part dels fudai-daimyō eren les que havien servit al clan Tokugawa abans que s'alcessin amb la supremacia del país després de la batalla de Sekigahara. Alguns clans que integraven aquesta classe eren: el clan Honda, el clan Sakai, el clan Sakakibara, el clan Ii, el clan Itakura, el clan Ogasawara, el clan Doi i el clan Mizuno. Els "Quatre Grans Generals" de Tokugawa - Honda Tadakatsu, Sakakibara Yasumasa, Sakai Tadatsugu, i Ii Naomasa - (els seus principals servents) es van convertir en fudai-daimyo de la mateixa manera durant el període Edo. Addicionalment, algunes branques del clan Matsudaira (del qual era originari el clan Tokugawa) es van convertir en fudai.

## Durant el període Edo
En obtenir el poder al segle xvi, Tokugawa Ieyasu va augmentar considerablement els seus dominis, de manera que a la seva majoria va haver de deixar-los en mans dels seus vassalls, de manera que van obtenir el títol de daimyo. En contrast amb els tozama-daimyō, els fudai generalment governaven sobre petits hans, els quals es trobaven en llocs estratègics al llarg dels principals camins o prop de les casernes generals del shogunat a la Regió de Kantō, a Edo.
Ocasionalment, algunes famílies eren elevades a fudai o elevades de fudai a shinpan-daimyo, com en el cas del clan Matsudaira, la qual va ser elevada de fundai a shinpan, els quals eren reconeguts oficialment com a parents del clan Tokugawa. També els Hatamoto que incrementaven els seus ingressos d'arròs a més de 10.000 koku es convertien en fudai.